# Brent (Vorname)
Brent ist ein von dem gleichlautenden Familiennamen abgeleiteter englischer männlicher Vorname.

## Namensträger

### A
- Brent Anderson (* 1955), US-amerikanischer Comiczeichner
- Brent Ashton (* 1960), kanadischer Eishockeyspieler
- Brent Aubin (* 1986), kanadischer Eishockeyspieler

### B
- Brent Barnaky (* 1975), US-amerikanischer Basketballschiedsrichter
- Brent Barry (* 1971), US-amerikanischer Basketballspieler
- Brent Berlin (* 1936), US-amerikanischer Anthropologe
- Brent Birckhead (* 1985), US-amerikanischer Jazzmusiker und Hochschullehrer
- Brent Bookwalter (* 1984), US-amerikanischer Radrennfahrer
- Brent Briscoe (1961–2017), US-amerikanischer Schauspieler und Drehbuchautor
- Brent Burge (* vor 1984), Tontechniker
- Brent Burns (* 1985), kanadischer Eishockeyspieler

### C
- Brent Corrigan (* 1986), US-amerikanischer Model, Schauspieler und Pornodarsteller

### D
- Brent Dalrymple (* 1937), US-amerikanischer Geophysiker und Geologe
- Brent Michael Davids (* 1959), US-amerikanischer Komponist
- Brent Dowe (1946–2006), jamaikanischer Musiker und Sänger

### E
- Brent Everett (* 1984), kanadischer Pornodarsteller

### F
- Brent Faiyaz (* 1995), US-amerikanischer R&B-Sänger
- Brent Fedyk (* 1967), kanadischer Eishockeystürmer
- Brent Fisher (* 1983), neuseeländischer Fußballspieler
- Brent Fitz (* 1970), kanadischer Musiker
- Brent Florence (* 1976), US-amerikanischer Schauspieler, Filmeditor, Drehbuchautor, Filmproduzent und Filmregisseur

### G
- Brent Gilchrist (* 1967), kanadischer Eishockeyspieler
- Brent Goulet (* 1964), US-amerikanischer Fußballtrainer und -spieler
- Brent Grimes (* 1983), US-amerikanischer American-Football-Spieler

### H
- Brent Hayden (* 1983), kanadischer Schwimmer
- Brent Haygarth (* 1967), südafrikanischer Tennisspieler
- Brent Hinds (* 1974), US-amerikanischer Gitarrist und Sänger

### J
- Brent Ward Jett (* 1958), US-amerikanischer Astronaut
- Brent Johnson (* 1977), US-amerikanischer Eishockeytorhüter

### K
- Brent Kinsman (* 1997), US-amerikanischer Schauspieler
- Brent Krahn (* 1982), kanadischer Eishockeytorwart

### L
- Brent Laing (* 1978), kanadischer Curler
- Brent Larkham (* 1972), australischer Tennisspieler
- Brent Lepistu (* 1993), estnischer Fußballspieler
- Brent Livermore (* 1976), australischer Hockeyspieler

### M
- Brent Malone (1941–2004), bahamaischer Maler
- Brent McCall (1940–2019), US-amerikanischer Komponist
- Brent McMahon (* 1980), kanadischer Triathlet
- Brent Meeke (* 1950), kanadischer Eishockeyspieler
- Brent Miller (* 1987), neuseeländischer Badmintonspieler
- Brent Mydland (1952–1990), US-amerikanischer Keyboarder und Sänger

### O
- Brent Olynyk (* 1971), kanadischer Badmintonspieler

### P
- Brent Peterson (* 1958), kanadischer Eishockeyspieler und -trainer
- Brent Petway (* 1985), US-amerikanischer Basketballspieler

### R
- Brent Raedeke (* 1990), deutsch-kanadischer Eishockeystürmer
- Brent Reiber (* 1966), kanadischer Eishockeyschiedsrichter
- Brent Renaud (1971–2022), US-amerikanischer Journalist, Autor, Dokumentarfilmer und Fotojournalist
- Brent Rivera (* 1998), US-amerikanischer YouTuber und Schauspieler
- Brent Robinson (* 1981), kanadischer Eishockeyspieler
- Brent Rushlaw (* 1951), US-amerikanischer Bobsportler

### S
- Brent Sancho (* 1977), Fußballspieler aus Trinidad und Tobago
- Brent Sanford (* 1971/1972), US-amerikanischer Politiker
- Brent Scowcroft (1925–2020), US-amerikanischer Generalleutnant
- Brent Seabrook (* 1985), kanadischer Eishockeyspieler
- Brent Severyn (* 1966), kanadischer Eishockeyspieler
- Brent Sexton (* 1967), US-amerikanischer Schauspieler
- Brent Sopel (* 1977), kanadischer Eishockeyspieler
- Brent Spence (1874–1967), US-amerikanischer Politiker
- Brent Spiner (* 1949), US-amerikanischer Schauspieler
- Brent Stait (* 1959), kanadischer Schauspieler
- Brent Sutter (* 1962), kanadischer Eishockeystürmer
- Brent Syme (* 1956), kanadischer Curler
- Brent Symonette (* 1954), bahamaischer Politiker

### T
- Brent Timm, US-amerikanischer Basketballspieler

### V
- Brent Van Moer (* 1998), belgischer Radrennfahrer

### W
- Brent Walton (* 1983), kanadischer Eishockeyspieler
- Brent Weeks (* 1977), US-amerikanischer Autor
- Brent White, US-amerikanischer Filmeditor
- Brent Williams (* 1964), US-amerikanischer American-Football-Spieler
- Brent Wilson (* 1974), deutsch-US-amerikanischer Basketballspieler